# Polina Miller (athlétisme)
Pour les articles homonymes, voir Polina Miller et Miller.
Polina Andreïevna Miller (née le 9 juin 2000) est une athlète russe.  

## Palmarès
| Date | Compétition                   | Lieu    | Résultat | Épreuve        | Performance   |
| ---- | ----------------------------- | ------- | -------- | -------------- | ------------- |
| 2018 | Championnats du monde juniors | Tampere | 4e       | 200 mètres     | 23 s 32       |
| 2019 | Championnats d'Europe juniors | Borås   | 1re      | 400 mètres     | 51 s 72       |
| 2019 | Jeux mondiaux militaires      | Wuhan   | 2e       | 400 mètres     | 51 s 49       |
| 2019 | Jeux mondiaux militaires      | Wuhan   | 2e       | 4 × 400 mètres | 3 min 28 s 09 |